# Zdeněk Bardoděj
Zdeněk Bardoděj (20. května 1924 Holešov – 16. prosince 2008 Praha) byl český toxikolog, který se zasloužil o rozvoj československé toxikologie.

## Vzdělání
Profesor Bardoděj vystudoval tři vysoké školy. Pražskou Vysokou školu chemicko-technologickou v roce 1948, dále Přírodovědeckou fakultu Masarykovy univerzity v Brně roku 1949 (obory: chemie a biologie), a také Farmaceutickou fakultu MU, kde graduoval v roce 1953.

## Profesní kariéra
Působil převážně na Lékařské fakultě hygienické v Praze. V letech 1953–1964 pracoval na Katedře hygieny práce v pozici odborného asistenta. V roce 1963 získal vědecký titul kandidáta věd (CSc.) a v roce 1981 pak doktora věd (DrSc.). V období 1964–1990 zastával post docenta lékařské chemie a po další tři již svobodná léta 1990–1993 byl ve funkci profesora toxikologie.
Mezi léty 1970–1991 vedl Ústav lékařské chemie LFH UK, který po sametové revoluci změnil název na Ústav lékařské chemie a toxikologie (dnes Ústav biochemie, buněčné a molekulární biologie – oddělení biochemie 3. LF UK).

## Další činnost
Zdeněk Bardoděj napsal 12 učebnic a 131 odborných sdělení doma i v zahraničí. Dvacet let byl organizátorem seminářů toxikologie v odborné skupině toxikologické chemie ČSCH a od roku 1988 přednášel lékařům v Institutu pro postgraduální vzdělávání ve zdravotnictví.

## Soukromý život
Měl syna Otakara Bardoděje.